# Pont Vieux (Montauban)

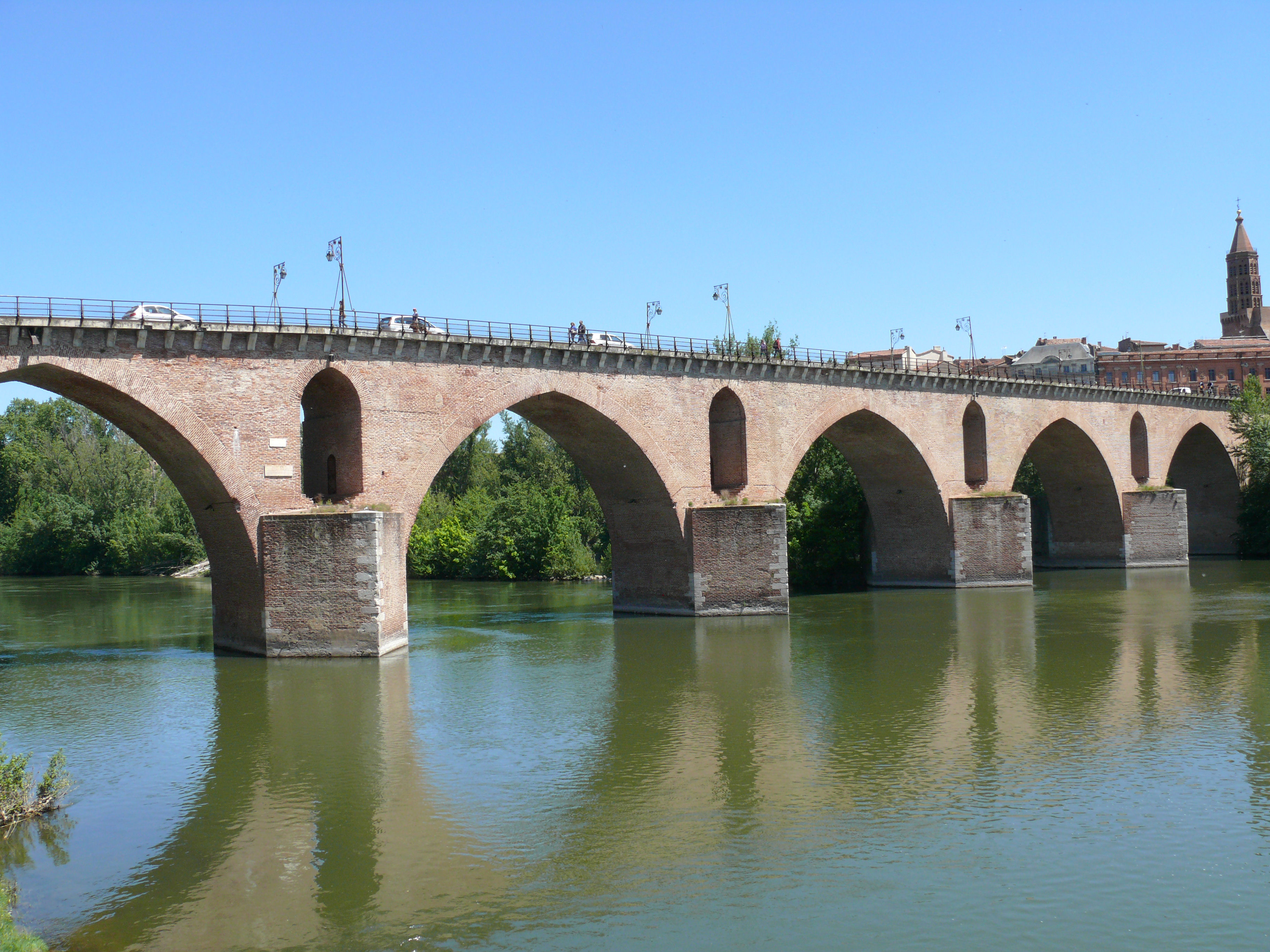
De Pont Vieux en de Tarn

De Pont Vieux (Frans voor 'oude brug') is een 14e-eeuwse brug over de Tarn in het centrum van de Franse stad Montauban (Tarn-et-Garonne). Ze vormde eeuwenlang de belangrijkste toegangsweg tot de stad.

## Geschiedenis

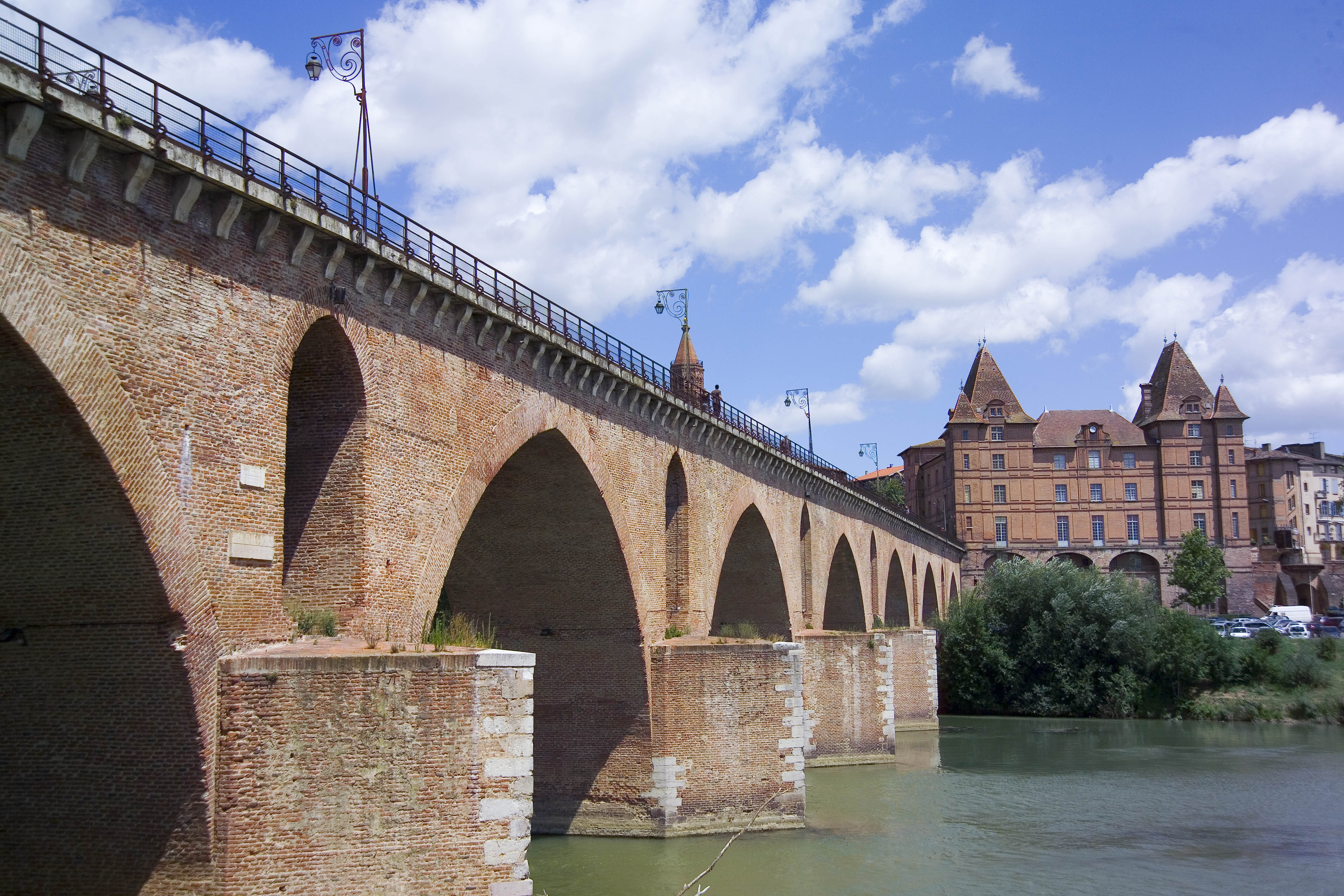
De Pont Vieux en het voormalige bisschoppelijk paleis

Al in het charter dat werd opgemaakt bij de oprichting van Montauban als bastide in 1144, werd bepaald dat de inwoners moesten instaan voor de bouw van een brug over de Tarn. De dichtste brug bevond zich 80 km verder in Albi. De stad kende in de 13e eeuw een sterke groei en de nood aan een brug groeide. Toch werd pas aan het begin van de 14e eeuw werk gemaakt van de bouw van de brug. Tot dan werd gebruik gemaakt van een natuurlijke oversteekplaats bij de stad, die bij laag water te voet kon worden overstoken en bij hoog water met een pont.
De consuls van Montauban vroegen in 1303 steun aan koning Filips IV van Frankrijk. Hij verleende subsidies en het recht om belasting te heffen aan reizigers door de stad. In ruil vroeg hij de bouw van versterkingen rond de brug die zouden toevallen aan de kroon. Met de bouw werd gestart in 1311. Het stadbestuur had eerder, in 1291, het riviereiland Île de la Pissotte aangekocht voor dit doel. De brug was pas klaar rond 1335, mede door het verduisteren van gelden bestemd voor de bouw.
Gelet op de kracht van de rivier die regelmatig overstroomde werd gekozen voor een robuust ontwerp in baksteen versterkt met natuursteen met hoge bogen. Aan elke zijde van de brug werd een toren gebouwd. Een derde toren, in het midden van de brug, was een stuk lager en herbergde een kapel gewijd aan Sint-Catherina.
De brug werd beschadigd tijdens de Hugenotenoorlogen, in 1562 en in 1621, maar werd steeds hersteld. De toren aan de stadszijde werd in 1663 afgebroken om plaats te maken voor de bouw van het nieuw bisschoppelijk paleis aan de oever van de Tarn. De tweede toren, aan de zijde van de wijk Villebourbon, werd enkele decennia later afgebroken en in de plaats werd in 1701 een classicistische triomfboog gebouwd. De boog diende om de Vrede van Rijswijk (1697) te vieren. In de 19e eeuw werd het wegdek van de brug verbreed van 6,24 meter naar 9,10 meter. De middeleeuwse leuningen en de kapel moesten hiervoor plaats maken. De triomfboog, die een hindernis voor het verkeer op de N11 geworden was, werd afgebroken in 1870. Pas in 1913 kwam er een tweede brug voor wegverkeer in de stad, de Pont Neuf.
De brug werd beschermd als historisch monument in 1911. In 2005 werd de brug na de deklassering van de vroegere N11 eigendom van de Communauté d’Agglomération de Grand Montauban. In 2020 werd begonnen met de restauratie van de brug.

## Beschrijving

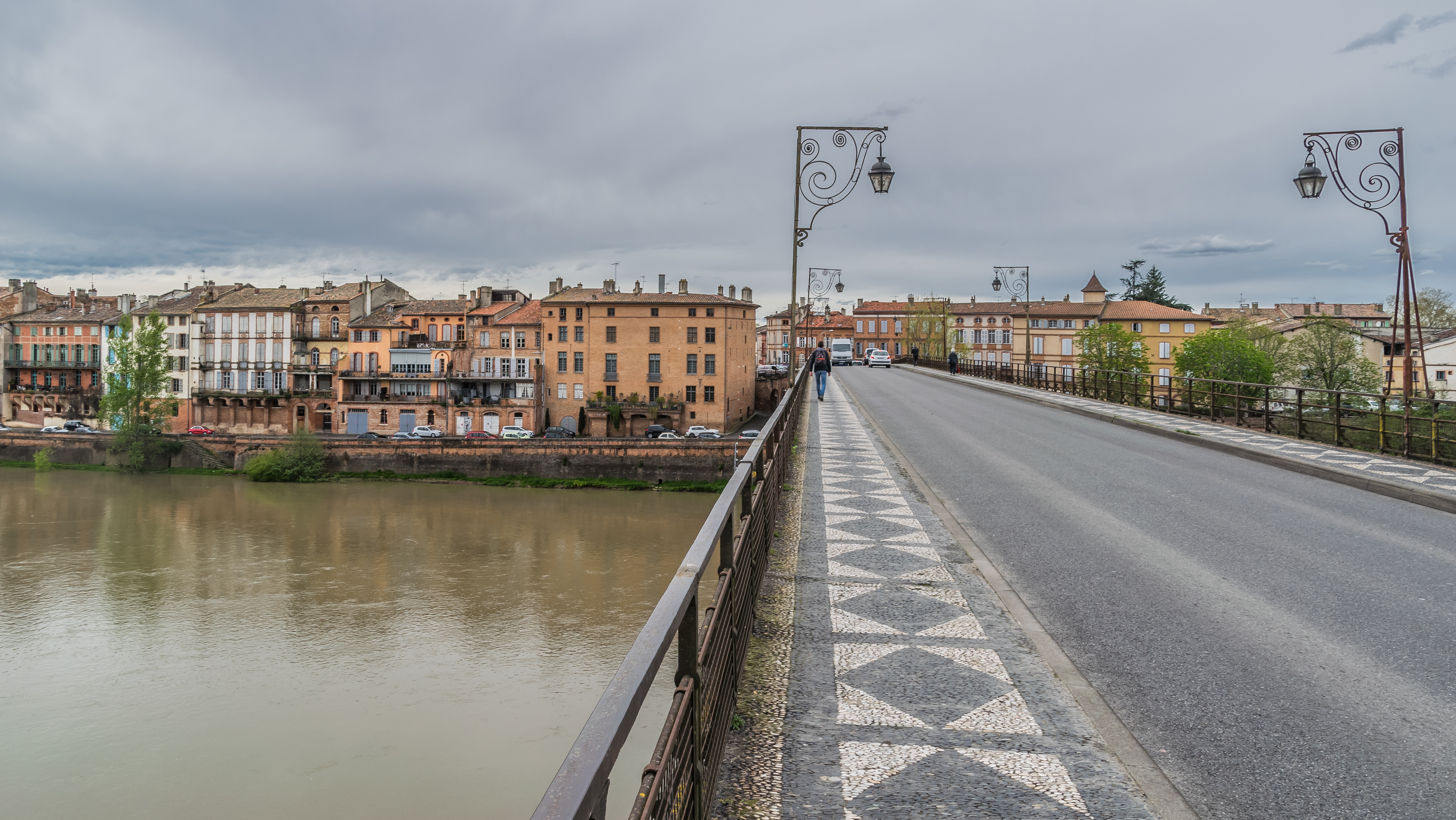
Het 19e-eeuwse brugdek richting de wijk Villebourbon

De brug telt veertien bogen, waarvan zeven bogen de 205 meter brede rivierbedding zelf overspannen. De zware brugpijlers zijn onderaan versterkt en hebben bovenaan een opening om beter aan de druk van het water te kunnen weerstaan.